# ミノル・ウエキ
ミノル・フランシスコ・ゼイヴィエル・ウエキ（パラオ語: Minoru Francisco Xavier Ueki、日本名：植木 実〈うえき みのる〉、1931年 - 2021年7月26日）は、パラオの医師、実業家、政治家。Ueki Belau Development Incorporated 代表取締役。
サクラ会会長、ベラウ国立病院院長、元老院議員、厚生大臣、日本駐箚パラオ特命全権大使などを歴任した。

## 来歴

### 生い立ち
大日本帝国の委任統治領である南洋群島にて生まれた。父は愛知県出身の日本人であり、母はパラオ人であった。父は南洋群島で木材業を営んでいたが40代で病死し、その後は母により育てられた。父親が日本人であるため、日本人子弟向けの小学校や中学校に通った。しかし、学校では日本人の級友らから「おい、トーミン」（「トーミン」は「島民」の意味）などと呼ばれ、地元のパラオ人集落に帰れば「日本人」と呼ばれたため、苦しむことになった。太平洋戦争の際には、中学生だったため勤労奉仕に従事し、飛行場の建設などを手伝っていた。敗戦後、日本人は内地に強制送還されることが決定し、日本人の長男であるとの理由から内地に送還されることになった。パラオ人の母や、嫡子でない姉や弟は現地に残されたため、はなればなれとなった。2年後、再びパラオ諸島に戻った。パラオ諸島をはじめとする南洋群島は、アメリカ合衆国の信託統治領である太平洋諸島となっていた。アメリカ合衆国の本土に渡り、医学を学んだ。

### 医師・実業家として
その後、パラオ諸島に戻り医師として活動するとともに、観光会社の経営にも携わった。ベラウ国立病院（Belau National Hosipital）では院長を務めた。ウエキベラウ開発（Ueki Belau Development）では代表取締役を務めた。自身が日系パラオ人であることから、日系人団体である「サクラ会」を設立した。日本からの戦没者慰霊団の受け入れにも、力を尽くした。

### 政治家として
パラオが独立を果たすと、政治家として活動した。元老院（パラオの「元老院」はいわゆる上院に該当）の議員として、国政に参画した。さらに、厚生大臣として入閣した。その後、日本駐箚パラオ特命全権大使として日本に赴任することになった。2009年6月10日の信任状捧呈式にて、内閣府特命担当大臣（科学技術政策担当）の野田聖子の侍立の下で、明仁天皇に信任状を捧呈した。2013年、日本駐箚パラオ特命全権大使を退任した。退任に際しては、日本に駐箚するオセアニア各国の大使らにより、送別会が催されている。後任の大使には、教育者のフランシス・マツタロウが起用されることになった。
2015年、明仁天皇と美智子皇后がパラオを訪れ戦没者を追悼した際には、「失った肉親を思う心は私たちも同じ。亡くなった人たちのために両陛下が来てくれることがうれしい」と述べ、歓迎の意を表した。
2018年秋の叙勲で旭日重光章を受章。

## 政策・主張
観光産業
観光会社を経営した経験を持つなど、観光産業にも造詣が深い。また、中華人民共和国からパラオにやってくる観光客の急増について、懸念を示している。同国からの観光客は、2015年3月には前年同月比で7.5倍に達するなど急激に増加している。同国の観光客はホテルをまとめて予約するため、日本や欧米からの常連客が宿を確保しにくくなっていると述べるなど、その影響を指摘している。さらに「中国人観光客のマナーの悪さは、よく知られている通りです」と苦言を呈している。
不動産業
パラオの不動産に対する中華人民共和国の動向に、懸念を示している。パラオでは外国人の土地所有が禁止されているものの、中華人民共和国のブローカーは99年間にわたる長期の賃貸契約を次々と締結していると指摘している。また、中華人民共和国の企業により、パラオにカジノを開設する計画が持ち上がっている。このような事態に対して「パラオは危ない。このままではパラオは中国に取られてしまいます」と危機感を露わにしている。
自然環境の保護
環境分野にも関心が深く、パラオの自然環境の保護を訴えた。パラオ環境保護協会の発足に尽力した。パラオでゴルフ場の開発計画が持ち上がった際には「自然保護の観点からも、このような動向を許すことはできません」と厳しく批判している。
韓國人犠牲者追念平和祈願塔
パラオの首都マルキョクにある「韓国人犠牲者追念平和祈願塔」について、碑文の内容が虚偽であると指摘している。この慰霊塔は大韓民国の海外犠牲同胞追念事業会により2004年に建立されたが、碑文には「韓国人女性がエンターテイナーとして日本兵のために働くことを強制された」「少なくとも二千人の韓国人が奴隷にされた」などの要旨の内容が刻まれている。この碑文の内容について、自身も勤労奉仕に動員された経験を持つウエキは、太平洋戦争時を回顧し「確かに中には威張っている日本人もいました。韓国人に対する差別があったかなかったかと言えば、それはありました。沖縄の人も差別されたような時代でしたから。しかし、『二千人の韓国人を奴隷にした』というような事実など絶対にありませんよ」と強く否定している。さらに、パラオの新聞紙上においても「これは嘘だ」と指摘するなど、碑文の内容が虚偽であるとの主張を展開した。
マルキョクへの遷都
パラオではコロールからマルキョクに遷都したため、それにともない議会の議事堂も新築されることになった。オセアニア各国では民族的な意匠の議事堂が多く、パラオでも当初は自国の文化を反映した意匠が検討されていたが、最終的にアメリカ合衆国議会議事堂のような新古典主義に基づいた意匠が採用された。この意匠が採用された意図について「ローマ時代の様式ということで、文明であるとかデモクラシー、民主主義、人々の自由をシンボリックに表しています。パラオは誕生して間もない国ですので、新しく世界のコミュニティに仲間入りをする意味でも、建物を通して自由であること、独立したのだということをエレガントな形で世界のすべての国々に向けて発信したかった」と説明した上で「シンプルかつエレガントで、私たちは大変気に入っています」と述べている。

## 人物
大日本帝国の委任統治領で生まれたことから、日本語に極めて堪能である。日本の龍谷大学を訪れた際には、講演を全て日本語でこなしている。パラオ人の母親に女手一つで育てられたが、幼いころから箸の持ち方や礼儀作法などを教え込まれるなど、日本人として育てられたという。さらに、母親は子供たちにパラオ語を話さないようにと躾けており、自らも家庭では日本語しか話さないようにするなど、徹底したものだったという。